# Annuntiatenkloster Düren

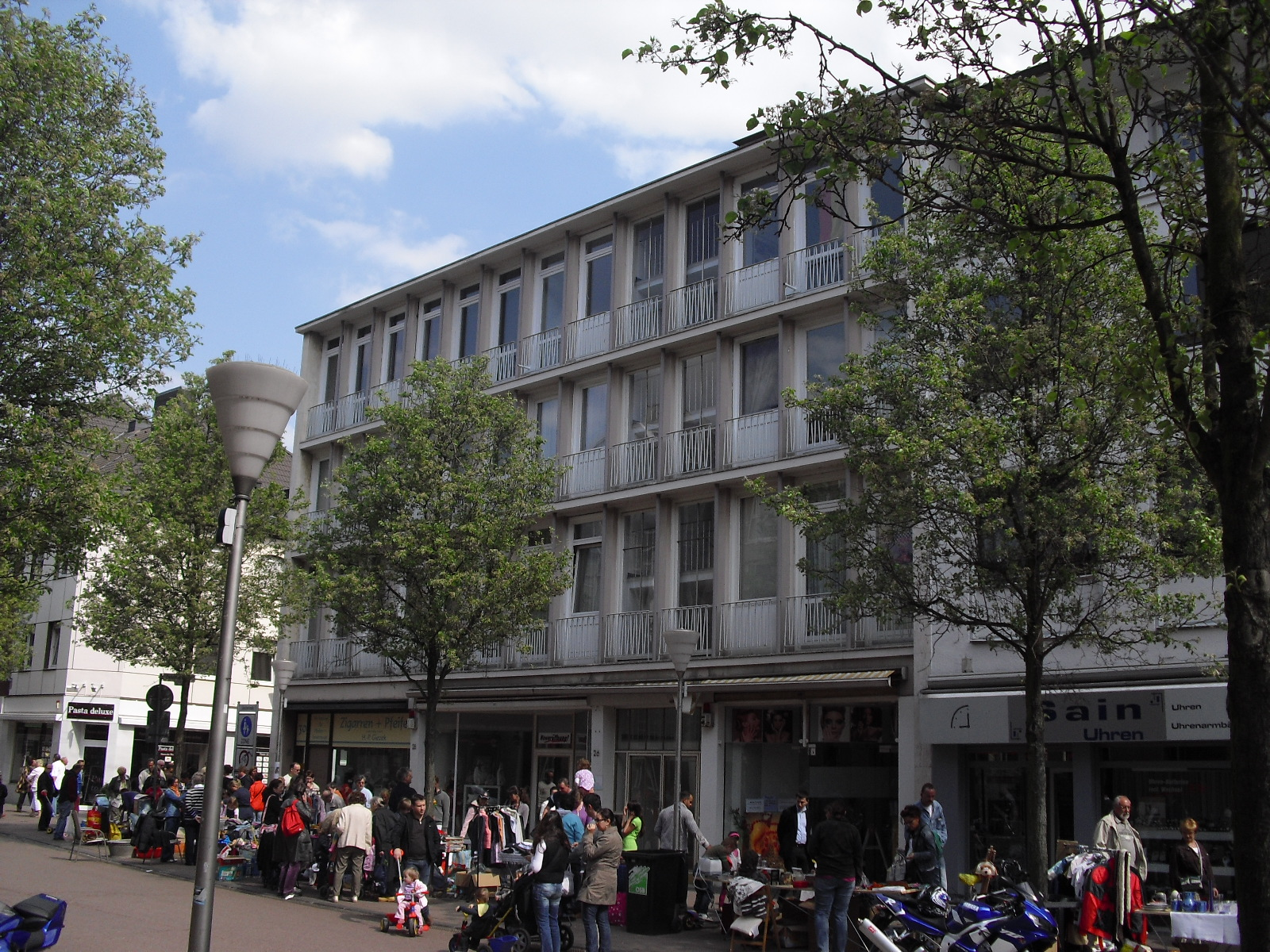
Der Standort des Klosters heute

Das Annuntiatenkloster in Düren, Nordrhein-Westfalen, in der Zehnthofstraße stand an der Einmündung der Kleinen Zehnhofstraße am Platz der Hausnummer 26–32.

Ehemaliges Kloster

In Düren entstand 1628 die erste Niederlassung des 1501 von Jeanne de Valois gegründeten kontemplativen Frauenordens der Annuntiatinnen überhaupt.
Der Franziskaner Joseph Bergaigne schlug im Sommer 1627 dem Provinzial der kölnischen Provinz, Theodor Rheinfeld aus Düsseldorf bei einer Begegnung in Köln Düren als Standort für eine Niederlassung vor. Dazu erteilte Herzog Wolfgang Wilhelm von Jülich und Berg am 28. Juli 1627 die Genehmigung. Am 7. August des gleichen Jahres genehmigte der Dürener Stadtrat den Bau des Klosters. Der Herzog steuerte 1500 Reichstaler bei.
Das Dorpmannische Haus in der damaligen Zehnthofgasse wurde für 4000 kölnische Taler angekauft. Man wählte in Antwerpen sechs Ordensschwestern (sorores velates) aus, die am 18. Oktober 1628 abreisten und am 24. Oktober gegen 18 Uhr in Düren ankamen, wo sie eine Abordnung des Stadtrates begrüßte. Der Einzug in das Kloster erfolgte am 28. Oktober.
In der Folgezeit erwarben die Schwestern mehrere kleine Häuser und Grundstücke in der Nachbarschaft, so 1641 ein Grundstück „auf dem alten Deich im Bungart“, zum Bau eines neuen Klosters. Das stieß aber vorerst auf den Widerstand der Gönner und der Stadt. Beim Einzug eines 7000 Mann starken hessischen Heeres am 8. September 1643 in Düren erlitt das Kloster in der Zehnthofgasse durch Beschießung schwere Schäden, was das Kloster als Anlass zum Umzug nahm. Ein knappes halbes Jahr später wurde der Umzug als voreilig rückgängig gemacht und das alte Kloster renoviert. Das Haus am Altenteich wurde verkauft.
Da die Klosterkapelle zu klein geworden war, wurde am 7. September 1659 der Grundstein für eine Klosterkirche gelegt, die Weihbischof Heinrich d’Anethan von Köln am 29. April 1684 auf das Patrozinium Verkündigung Mariens weihte. Nebenpatrone waren Josef, Joachim, Anna und der Erzengel Gabriel. Die Seitenaltäre wurden dem heiligen Josef und dem heiligen Franziskus geweiht. Zur weiteren Ausstattung zählte ein Heiliges Grab.
Die Schwestern brachten eine Aussteuer ins Kloster, die oft aus Ländereien bestand. Dadurch war das Kloster nicht, wie die Franziskaner, auf Spenden angewiesen. Zu den benachbarten Franziskanern pflegte man eine gute Beziehung.
Von Düren aus gründete Margaretha Kellenberg (1587–1644), die Gründerin der Dürener Niederlassung, das Annuntiatenkloster Aachen und später ein Kloster in Andernach.
Das Kloster in Düren wurde im Zuge der Säkularisation 1802 aufgegeben. Einige Schwestern blieben bis 1836 in der Stadt. Das Kloster wurde an einen Privatmann verkauft und die Klosterkirche verfiel, bis sie später abgebrochen wurde.